# 高身川脂鯉
高身川脂鯉（学名：Potamorhina latior），為輻鰭魚綱脂鯉目脂鯉亞目無齒脂鯉科的其中一個種，分布於南美洲亞馬遜河流域，體長可達20.5公分，棲息在底中層水域，成群活動，以生活習性不明，可做為食用魚。